# Tp
Tp var ett smalspårigt diesellok byggt i 25 exemplar som användes av Statens Järnvägar (SJ). För att ersätta ångloken på de smalspåriga privatbanor som SJ hade tagit över köptes år 1953 20 diesellok från Maschinenbau Kiel, senare byggdes fem till på licens av Svenska Järnvägsverkstäderna. 
Under sextiotalet breddades delar smalspårsbanorna till normalspår, medan andra delar lades ner,  och SJ fick fler Tp än man behövde. Femton lok byggdes då om till normalspår och fick Littera T23. Av de kvarvarande skrotades sex lok på 70-talet, medan de övriga fyra var kvar i trafik till in på 80-talet. För att underlätta sammankoppling med normalspåriga vagnar som stod på överföringsvagnar byggdes de två loken i Växjö om med buffertar i anpassad höjd. De fyra sista loken är bevarade på Uppsala-Lenna Järnväg, Anten-Gräfsnäs Järnväg och Skara-Lundsbrunns järnvägar.
Loken var betydligt tyngre än många av sina föregångare, och detta ledde ibland till tågurspårningar och till kraftigt rälsslitage. Vissa banor var för klent byggda för loken, och som en följd utfördes trafiken med ånglok något längre på dessa banor. Ett av de tydligaste exemplen på detta var sträckan (Växjö-)Brittatorp-Oskarshamn på de före detta järnvägarna Växjö-Åseda-Hultsfreds Järnväg), Östra Värends Järnväg, Ruda–Älghults Järnväg samt Ruda-Oskarshamns Järnväg där kraftiga ånglok blev kvar i linjetrafik fram till 1963. Under lokens aktiva karriärer hann de trafikera bland annat Roslagsbanan, f.d. Västergötland-Göteborgs Järnvägar, smalspåren kring Kalmar (f.d Kalmar-Berga Järnväg och Kalmar-Torsås Järnväg) och Hultsfred (f.d. Växjö-Åseda-Hultsfreds Järnväg och Norsholm-Västervik-Hultsfreds Järnvägar) samt f.d. Ölands Järnvägar. Ett kort gästspel på Nordmark-Klarälvens Järnvägar blev det också för Tp 3500, när  spåret på sträckan Uddeholm-Deje revs upp 1990–1991.